# 축구 경기 규칙

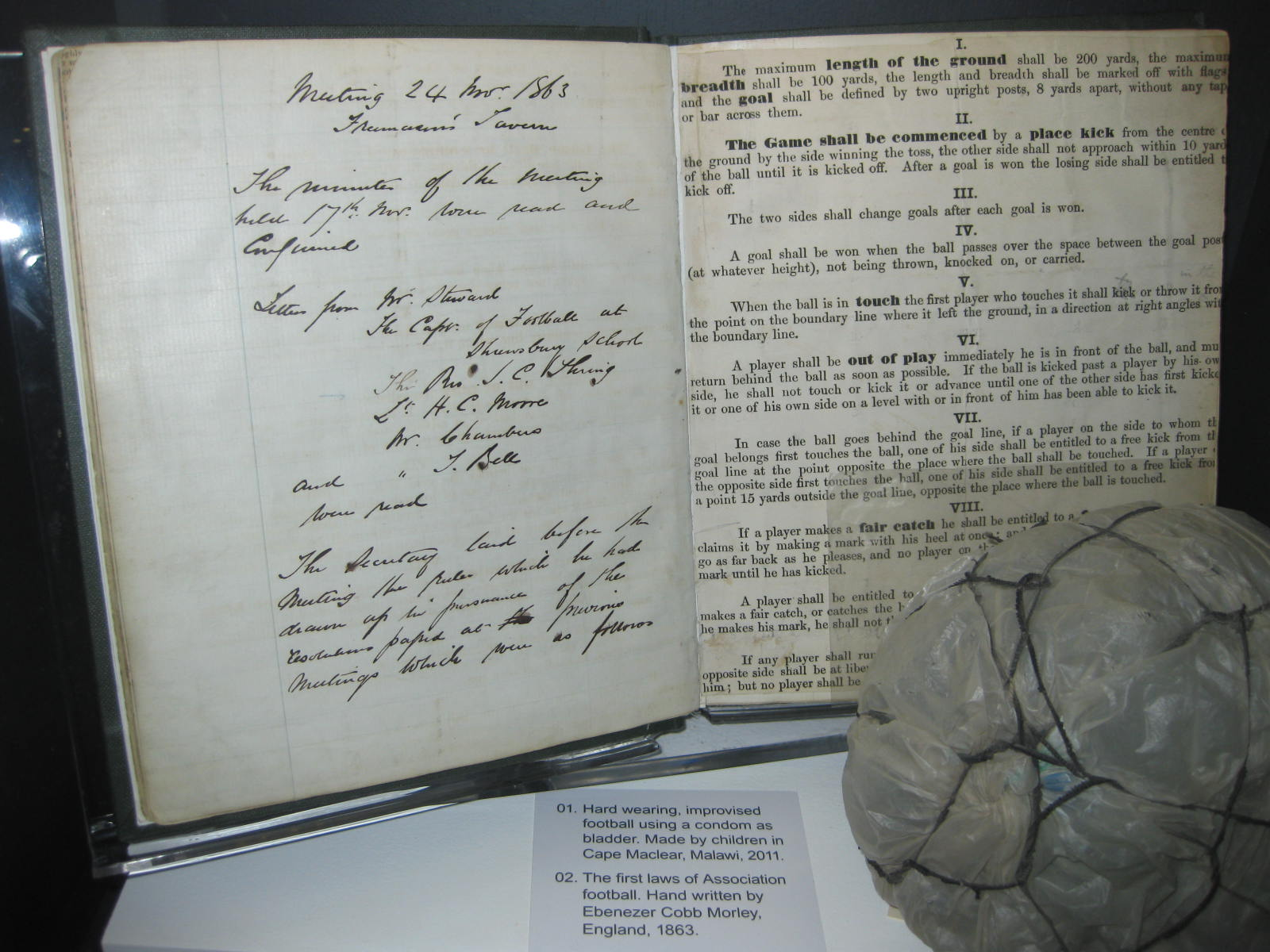
1863년 에베네저 콥 몰리가 축구 협회를 대표해 작성한 ‘경기 규칙 초안’ 손글씨 원본이 맨체스터 국립 축구 박물관에 전시되어 있다.

축구 경기 규칙은 국제축구평의회(IFAB)에 의해 제정된 축구 경기의 기본 규칙이다. 아래 기재된 규칙은 2020-21년도 기준으로 업데이트가 필요하다.

## 1조 - 경기장(The Field of Play)

### 1. 필드 표면(Field surface)
경기장의 표면은 전체가 천연잔디이거나, 대회규정이 허용할 경우 전체가 인조잔디이어야 한다.
단, 대회규정에 인조와 천연의 혼합형 잔디(하이브리드 시스템)를 허용하는 경우는 예외로 한다.
인조잔디의 색상은 반드시 녹색이어야 한다.
FIFA에 가맹한 각국 협회 대표팀 간의 경기 또는 국제 클럽 대회 경기를 인조잔디에서 개최할 때, 그 표면은 FIFA의 잔디 품질 기준을 충족해야 한다. 다만, IFAB의 특별한 지침을 받은 경우는 예외로 한다.

### 2. 경기장 표시(Field Markings)
- 경기장은 직사각형이어야 하며 위험하지 않아야 하는 연속적인 선으로 표시되어야 한다. 위험하지 않은 경우 인공 경기장 재료를 자연 필드의 필드 표시에 사용할 수 있다. 이 선은 경계가 되는 영역에 속한다.
- 경기장에는 규칙1에 명시된 라인만 표시되어야 한다. 인공 표면이 사용되는 경우, 다른 색이 있고 축구 라인과 명확하게 구별되는 다른 라인이 허용된다.
- 두 개의 긴 경계선은 터치 라인이다. 두 개의 짧은 라인은 골 라인이다.
- 경기장은 두 개의 터치 라인의 중간 지점을 연결하는 중간 선으로 두 부분으로 나뉜다.
- 중앙 표시는 중간이라는 뜻이며. 반경이 9.15m(10야드)인 원이 그 주위에 표시된다.
- 코너 호에서 골 라인과 터치 라인에 직각으로 9.15m(10야드) 경기장 밖에서 마크를 할 수 있다.
- 모든 선은 너비가 같아야하며 12cm(5인치)를 넘지 않아야 한다. 골라인은 골 포스트 및 크로스바와 너비가 같아야 한다.
- 경기장에서 승인되지 않은 마크일 경우, 선수는 비신사적 행동에 대해 주의를 기울여야 한다. 심판이 경기 중에 이것이 행해지는 것을 알아차리면, 선수는 경기 중, 볼이 플레이 아웃 될 때 주의를 받는다.

### 3. 치수(Dimensions)
- 터치 라인은 골 라인보다 길어야 한다.
- 길이(터치 라인) : 최소 90m(100야드), 최대 120m(130야드)
- 길이(골 라인) : 최소 45m(50야드), 최대 90m(100야드)

### 4. 국제 경기에서의 치수(Dimensions for International Matches)
- 길이(터치 라인) : 최소 100m(110야드), 최대 110m(120야드)
- 길이(골 라인) : 최소 64m(70야드), 최대 75m(80야드)
- 대회는 상기 차원 내에서 골 라인과 터치 라인의 길이를 결정할 수 있다.
- 측정은 선이 둘러싸는 영역의 일부이므로 선 외부에서 이루어진다.
- 페널티 마크는 마크 중앙에서 골 라인 뒤쪽 가장자리까지 측정된다

### 5. 골 에어리어(The Goal Area)
- 각 골대 안쪽에서 5.5m(6야드) 떨어진 골 라인에 직각으로 두 개의 선이 그려진다. 이 선은 경기장까지 5.5m(6야드) 연장되며 골라인과 평행하게 그려진 선으로 연결된다. 이 라인과 골 라인으로 둘러싸인 영역이 골 에어리어이다.

### 6. 페널티 에어리어(The Penalty Area)
- 각 골대 안쪽에서 16.5m(18야드) 떨어진 골 라인에 직각으로 두 개의 선이 그려진다. 이 선은 16.5m(18야드) 동안 경기장까지 확장되며 골 라인과 평행하게 그려진 선으로 연결된다. 이 라인과 골 라인으로 둘러싸인 영역이 페널티 에어리어이다.
- 각 페널티 구역 내에서 골 포스트 사이의 중간 지점에서 11m(12 야드) 떨어진 곳에 페널티 마크가 있다.
- 각 페널티 마크의 중심에서 반경이 9.15m(10야드)인 원호가 페널티 에어리어 외부에 그려진다.

### 7. 코너 에어리어(The Corner Area)
- 코너 에어리어는 경기장 내부에 그려진 각 코너 깃대로부터 반경 1m (1yd)의 ¼원으로 정의된다.

### 8. 깃발(Flagposts)
- 최소 1.5m(5피트) 높이의 깃대가 뾰족하지 않은 상단과 깃발이 각 모서리에 배치되어야 한다.
- 깃대는 중간 선의 각 끝에 터치 라인에서 최소 1m(1야드) 떨어진 곳에 배치할 수 있다.

### 9. 테크니컬 에어리어(The Technical Area) 에어리어는 아래에 설명된대로 팀 임원, 교체 선수 및 교체 선수를 위한 지정된 좌석 공간이 있는 경기장에서 진행되는 경기와 관련
- 테크니컬 에어리어는 지정된 좌석 영역의 양쪽에서 1m(1야드), 터치 라인에서 최대 1m(1야드)까지만 확장되어야 한다.
- 영역을 정의하기 위해 표시를 사용해야 한다.
- 테크니컬 에어리어를 점유할 수 있는 사람의 수는 대회 규칙에 의해 정의된다.
- 테크니컬 에어리어의 거주자
  - 경기 규칙에 따라 경기 시작 전에 식별된다.
  - 책임감있게 행동해야 한다.
  - 특수한 상황을 제외하고는 제한 범위 내에 있어야 한다.(예시로, 부상당한 선수를 평가하기 위해 심판의 허가를 받아 경기장에 들어가는 물리치료사/의사)
- 한 번에 한 사람만 테크니컬 에어리어에서 전술 지침을 전달할 권한이 있다.

### 10. 골(Goals)
- 각 골 라인의 중앙에 골을 배치한다고말한다
- 골은 코너 깃대에서 등거리에 있고 수평 크로스 바로 상단에 결합 된 두 개의 수직 기둥으로 구성된다. 골대와 크로스바는 승인 된 재료로 만들어져야 한다. 정사각형, 직사각형, 원형, 타원형 또는 이러한 형태의 조합이어야 하며 위험하지 않아야 한다.
- 기둥 내부 사이의 거리는 7.32m(8야드)이고 크로스바의 하단 가장자리에서 지면까지의 거리는 2.44m(8피트)이다.
- 골 라인에 대한 골 포스트의 위치는 그래픽과 일치해야 한다.
- 골대와 크로스바는 흰색이어야 하며 너비와 깊이가 동일해야하며 12cm(5인치)를 초과해서는 안된다.
- 크로스바가 변위되거나 파손되면 제자리에서 수리 또는 교체 될 때까지 플레이가 중지된다. 드롭된 볼로 플레이가 다시 시작된다. 수리할 수 없는 경우 경기를 포기해야 한다. 로프를 유연하거나 위험한 물질로 크로스바를 대체할 수 없다.
- 그물은 골과 골 뒤에 있는 땅에 부착될 수 있다. 그들은 적절하게 지원되어야 하며 골키퍼를 방해해서는 안된다.

안전수칙
- 골(휴대용 골 포함)은 지면에 단단히 고정되어야 한다.

할 수 있다

### 11. 골 라인 판독 기술(Goal Line Technology(GLT))
- GLT 시스템은 심판의 결정을 뒷받침하기 위해 골이 득점되었는지 확인하는 데 사용될 수 있다.
- GLT가 사용되는 경우, GLT용 FIFA 품질 프로그램 및 게임 법규에 명시된 사양에 따라 골 프레임에 대한 수정이 허용될 수 있다. GLT의 사용은 대회 규칙에 명시되어야 한다.

원칙
- GLT는 골 라인에만 적용되며 골이 득점되었는지 여부를 결정하는 데만 사용된다.
- 득점 여부 표시는 GLT 시스템에 의해 1초 이내에 경기 임원에게만 즉시 자동으로 확인되어야 한다.(심판의 시계를 통해, 진동 및 시각적 신호로 확인)

요구사항 및 사양
- GLT가 대회 경기에 사용되는 경우, 대회 주최자는 시스템이 다음 표준 중 하나에 따라 인증되었는지 확인해야 한다.
  - FIFA 품질 PRO
  - FIFA 품질
  - IMS-국제 경기 표준
- 독립 테스트 기관은 GLT 테스트 매뉴얼을 위한 FIFA 품질 프로그램에 따라 여러 기술 제공 업체 시스템의 정확성과 기능을 확인해야 한다. 기술이 테스트 매뉴얼에 따라 작동하지 않는 경우 심판은 GLT 시스템을 사용해서는 안되며, 이를 적절한 당국에보고해야 한다.
- GLT가 사용되는 경우 심판은 테스트 매뉴얼에 명시된대로 경기 전에 기술의 기능을 테스트해야 한다.

### 12. 상업 광고(Commercial Advertising)
- 경기장, 골 네트, 테크니컬 에어리어 또는 심판 리뷰 영역(RRA)으로 둘러싸인 지면 또는 1m(1야드) 이내의 지면에서는 실제든 가상이든 어떤 형태의 상업 광고도 허용되지 않다. 팀이 경기장에 입장한 시점부터 하프 타임에 퇴장할 때까지 그리고 팀이 경기장에 다시 입장 한 시점부터 경기가 끝날 때까지의 경계선, 골대, 그물, 깃대 또는 깃발에 광고는 허용되지 않으며 이러한 품목에 외부 장비(카메라, 마이크 등)를 부착할 수 없다.
- 또한 수직 광고는 최소한 다음과 같아야 한다.
  - 터치 라인에서 1m(1야드)
  - 골 네트의 깊이와 골 라인에서 같은 거리
  - 골 네트에서 1m(1야드)

### 13. 로고와 엠블럼(Logos and Emblems)
- FIFA, 대륙 축구 연뱅, 국가 축구 협회, 대회, 클럽 또는 기타 단체의 대표 로고 또는 엠블럼을 실제 또는 가상으로 복제하는 행위는 경기장, 골 네트 및 그들이 둘러싼 영역, 목표 및 플레이 시간 동안 깃대, 깃발 기둥의 깃발에 허용된다.

### 14. 비디오 판독(Video Assistent Referees(VARs))
- VAR를 사용하는 경기에서는 비디오 수술실(VOR)과 하나 이상의 심판 검토 구역(RRA)이 있어야 한다.

비디오 수술실(Video Operation Room(VOR))
- VOR는 비디오 보조 심판(VAR), 보조 VAR(AVAR) 및 재생 운영자(RO)가 일하는 곳이다. 경기장 안/근처 또는 더 먼 위치에 있을 수 있다. 승인 된 사람 만 VOR에 입장하거나 경기 중 VAR, AVAR 및 RO와 통신 할 수 있다.
- VOR에 참가한 선수, 교체 선수, 교체 선수 또는 팀 임원은 퇴장당한다.

심판 검토 구역(Referee Review Area(RRA))
- VAR을 사용하는 경기에서는 심판이 '현장 검토'(OFR)를 수행하는 RRA가 하나 이상 있어야 한다. RRA는 다음과 같아야 한다.
  - 경기장 밖의 눈에 잘 띄는 위치
  - 명확하게 표시
- RRA에 입장하는 선수, 교체 선수, 교체 선수 또는 팀 임원은 주의를 받는다.

## 2조 - 볼(The Ball)

### 1. 품질 및 측정(Qualities and Measurements)
- 모든 공은 다음과 같아야 한다.
  - 구의(球儀)
  - 적합한 재료로 만들어져야 함
  - 둘레 68cm(27인치) ~ 70cm(28인치)
  - 경기 시작시 무게 410g(14oz) ~ 450g(16oz)
  - 해수면에서 0.6–1.1기압(600–1,100g/cm²)에 해당하는 압력(8.5lbs/sq in–15.6lbs/sq in)
- FIFA 또는 대륙 축구 연맹의 후원으로 조직 된 공식 대회에서 경기에 사용되는 모든 공은 다음 중 하나에 인증되어 있는지 확인해야 한다.
  - FIFA 품질 PRO
  - FIFA 품질
  - IMS-국제 경기 표준
- 각 마크는 공이 공식적으로 테스트되었으며 해당 마크에 대한 특정 기술 요구 사항을 충족하고 규칙2에 규정된 최소 사양에 추가되며 IFAB의 승인을 받아야 함을 나타낸다. 테스트를 수행하는 기관은 FIFA의 승인을 받아야 한다.
- 골라인 판독 기술(GLT)이 사용되는 경우 통합 기술이 적용된 볼은 위에 나열된 품질 마크 중 하나를 표시해야 한다.
- 전국 FA 대회에서는 이러한 마크 중 하나가있는 볼을 사용해야 할 수 있다.
- FIFA, 대륙 축구 연맹 또는 국가 축구 협회의 후원으로 조직 된 공식 대회에서 진행되는 경기에서는 대회 로고/엠블럼, 대회 주최자 및 공인 제조업체의 상표를 제외하고는 어떠한 형태의 상업 광고도 볼에 허용되지 않는다. 대회 규정은 그러한 표시의 크기와 수를 제한할 수 있다.

### 2. 결함있는 축구공의 교체(Replacement of a Defective Ball)
- 공에 결함이 있는 경우 :
  - 경기 중지
  - 떨어뜨린 공으로 경기 재개
- 킥오프, 골킥, 코너킥, 프리킥, 페널티킥 또는 스로인에서 볼에 결함이있는 경우 다시 시작된다.
- 공이 페널티킥 중에 결함이 생기거나 앞으로 이동하면서 페널티 마크에서 킥을 해서 선수, 크로스바 또는 골 포스트에 닿기 전에 페널티킥을 다시한다.
- 심판의 허가없이 경기 중 공을 교체 할 수 없다.

### 3. 추가 공(Additional Balls)
- 제2조의 요건을 충족하는 추가 공은 경기장 주변에 배치할 수 있으며 그 사용은 심판의 통제하에 있다.

## 3조 - 선수(The Players)

### 1. 선수 수(Number of Players)
- 경기는 최대 11명의 선수로 구성된 두 팀으로 진행한다. 한 명은 골키퍼이어야 한다. 한 팀의 플레이어가 7명 미만이면 경기가 시작되거나 계속되지 않을 수 있다.
- 팀에 최소 7명의 선수가 없는 경우, 또는 한 명 이상의 선수가 고의로 경기장을 떠났기 때문에 팀에 7명 미만의 선수가 있는 경우 심판은 경기를 중단할 의무가 없으며 이점을 사용할 수 있지만 공이 경기를 벗어난 후에 경기를 재개해서는 안된다.
- 경기 규칙에 모든 선수와 교체 선수가 킥오프 전에 이름이 지정되어야 한다고 명시되어 있고 한 팀이 11명 미만의 선수로 경기를 시작하는 경우, 팀 목록에 이름이 지정된 선수와 교체 선수만 도착 즉시 경기에 참가할 수 있다.

### 2. 교체 선수 수(Number of Substitutions)
공식 대회
- 공식 대회에서 경기하는 어떤 경기에서든 사용할 수 있는 교체 선수는 최대 5명으로 최대 3명 교체할 수 있는 프로 팀이나 A매치 국가대표팀이 참가하는 남녀 대회를 제외하고 FIFA,대륙 축구 연맹 또는 국가 축구 협회가 결정한다.
- 대회 규정은 다음을 명시해야 한다.
  - 3명에서 최대 12명까지 대체 이름이 지정될 수 있는 수
  - 경기가 연장될 때 한 명의 추가 교체 선수를 사용할 수 있는지 여부(팀이 이미 허용된 교체 선수 횟수를 모두 사용했는지 여부)

임시 수정
대회 주최자는 다음 중 하나 또는 둘 다 적용할 수 있다.
- 경기 중 각 팀
  - 최대 5명의 교체 선수를 둘 수 있다.
  - 최대 3명의 교체 기회가 있다.[1]
  - 하프 타임에 추가로 교체 가능
- 추가 시간이 진행되는 경우
  - 추가 교체를 사용할 수 있다.(팀이 최대 교체 수를 사용했는지 여부에 관계없이)
  - 하나의 추가 교체 기회가 있다.(팀이 최대 교체 기회를 사용했는지 여부에 관계없이)
  - 이럴 경우에도 추가로 교체할 수 있다.
    - 연장전 시작 전 기간
    - 연장전에서 하프 타임

팀이 최대 교체 수 또는 교체 기회를 사용하지 않은 경우 사용되지 않은 교체 및 기회는 추가 시간에 사용될 수 있다.
다른 경기
- A매치 국가대표팀간 경기에서는 최대 12명의 교체 선수를 지명할 수 있으며 그 중에서 최대 6명을 사용할 수 있다.
- 다른 모든 경기에서는 다음과 같은 경우 더 많은 수의 교체 선수를 지명할 수 있다.
  - 팀이 최대 수에 합의에 도달
  - 경기 전에 심판에게 통보
- 심판에게 알리지 않거나 경기 전에 합의에 도달하지 않은 경우 각 팀은 최대 6명의 교체 선수가 허용된다.

반환 교체
- 반환 교체의 사용은 국가 축구 협회, 대륙 축구 연맹 또는 FIFA의 동의에 따라 청소년, 재향 군인, 장애 및 풀뿌리 축구에서만 허용된다.

### 3. 교체 절차(Substitution Procedure)
- 교체 선수의 이름은 경기 시작 전에 심판에게 제공되어야 한다. 해당 경기에 이름이 지정되지 않은 교체 선수는 경기에 참가할 수 없다.
- 선수를 교체 선수로 교체하려면 다음 사항을 준수해야 한다.
  - 교체가 이루어지기 전에 심판에게 알려야 한다.
  - 교체되는 선수
    - 이미 경기장에서 벗어난 경우를 제외하고는 경기장을 떠날 수있는 심판의 허가를 받고, 심판이 선수가 중간 선이나 다른 지점에서 바로 떠날 수 있다고 지시하지 않는 한 경계선에서 가장 가까운 지점을 떠나야 한다.(예 : 안전 / 보안 또는 부상)
    - 즉시 테크니컬 에어리어 또는 탈의실로 이동해야 하며 반환 교체가 허용되는 경우를 제외하고 경기에 더 이상 참여하지 않아야 한다.

  - 교체될 선수가 떠나기를 거부하면 경기는 계속된다.
- 교체는 이럴 경우에만 가능하다.
  - 경기가 중단되는 동안
  - 중간 선에서
  - 교체되는 플레이어가 떠난 후
  - 심판으로부터 신호를 받은 후
- 교체는 교체 선수가 경기장에 들어올 때 완료된다. 그 순간부터 교체된 선수는 교체 선수가 되고 교체 선수는 선수가 되며 모든 재시작을 할 수 있다.
- 모든 교체 선수와 교체된 선수는 경기 여부에 관계없이 심판의 권한을 따른다.

### 4. 골키퍼의 교체(Changing the Goalkeeper)
- 다음과 같은 경우 모든 선수가 골키퍼와 함께 자리를 바꿀 수 있다.
  - 변경이 이루어지기 전에 심판에게 통보
  - 경기가 중단되는 동안 변경

### 5. 위반과 제재(Offences and Sanctions)
- 지명된 교체 선수가 지명된 선수 대신 경기를 시작하고 심판에게 이 변경사항을 알리지 않는 경우
  - 심판은 지명된 교체 선수가 경기를 계속하도록 허용
  - 지명된 대리인에 대해서는 징계 조치를 취할 수 없다.
  - 지명된 선수는 지명된 교체 선수가 될 수 있다.
  - 교체 횟수는 감소하지 않는다.
  - 심판은 사건을 관련 당국에 보고한다.
- 전반전 또는 연장전 이전에 교체가 이루어진 경우 경기가 다시 시작되기 전에 절차를 완료해야 한다. 심판에게 통보되지 않으면 지명된 교체 선수는 계속 플레이 할 수 있으며 징계 조치가 취해지지 않으며 문제는 관련 당국에 보고된다.
- 선수가 심판의 허락없이 골키퍼와 자리를 바꾼 경우
  - 심판은 경기를 계속할 수 있다.
  - 심판은 볼이 아웃 오브 플레이일 때 두 선수 모두에게 경고를 주지만, 하프 타임(연장전 하프 타임 포함) 또는 경기 종료와 연장전 시작 사이의 기간동안 변경이 발생하지 않았다면 경고하지 않거나, 페널티 마크에서 킥을 할 수 있다.
- 기타 위반의 경우
  - 선수들은 경고를 받는다.
  - 경기가 중단되었을 때 볼의 위치에서 간접 프리킥으로 경기를 다시 시작한다.

### 6. 선수 및 교체 선수 퇴장(Players and Substitutes Sent off)
- 퇴장당한 선수
  - 팀 목록을 제출하기 전에는 어떤 능력으로도 팀 목록에 이름을 올릴 수 없다.
  - 팀 명단에 이름을 올린 후 킥오프 전에 이름이 지정된 교체 선수로 교체될 수 있으며, 교체할 수 없다. 팀이 만들 수있는 교체 횟수는 줄어들지 않는다.
  - 킥오프 후 교체할 수 없다.
- 킥오프 전후에 퇴장한 지명된 교체 선수는 교체 할 수 없다.

### 7. 경기장 내 추가 구성원(Extra Persons on the Field of Play)
- 팀 명단(선수 또는 교체 선수 제외)에 명시된 감독 및 기타 구성원은 팀 구성원이다. 팀 목록에 선수, 교체 선수 또는 팀 구성원으로 이름이 지정되지 않은 사람은 외부 에이전트이다.
- 팀 임원, 교체 선수, 교체 선수 또는 퇴장 선수 또는 외부 에이전트가 경기장에 들어올 경우 심판은 다음을 수행해야 한다.
  - 경기에 방해가 되는 경우에만 플레이를 중지가 가능하다.
  - 플레이가 멈출 때 그 사람을 제거할 수 있다.
  - 적절한 징계 조치를 취할 수 있다.
- 플레이가 중단되고 간섭이 발생한 경우
  - 팀 구성원, 교체 선수, 교체 선수 또는 퇴장 선수, 직접 프리킥 또는 페널티킥으로 경기 재개
  - 외부 에이전트, 드롭된 볼로 플레이가 다시 시작된다.
- 공이 골 안으로 들어가고 간섭이 수비 선수가 공을 플레이하는 것을 방해하지 않는 경우, 공격 팀이 간섭하지 않는 한 공이 골에 들어가면(공과 접촉하더라도) 골이 주어진다.

### 8. 경기장 밖의 선수(Player Outside the Field of Play)
- 심판의 허가가 필요한 선수가 심판의 허가없이 경기장에 재 입장하는 경우
  - 심판은 경기를 중지한다.(플레이어가 플레이 또는 경기 임원을 방해하지 않거나 이점을 적용할 수 있는 경우 즉시 아님)
  - 심판은 그 선수들을 무단으로 경기장에 들어가지 않도록 주의를 준다.
- 심판이 경기를 중단하면 다시 시작해야 한다.
  - 간섭 위치에서 직접 프리킥으로 재개한다.
  - 간섭이 없는 경우 경기가 중지되었을 때 볼의 위치에서 간접 프리킥으로 재개한다.
- 플레이 동작의 일부로 경계선을 넘은 선수는 공격하지 않는다.

### 9. 경기장에서 추가 인원으로 득점 한 골(Goal Scored with an Extra Person on the Field of Play)
- 골이 득점된 후 심판이 경기가 다시 시작되기 전에 골이 득점되었을 때 추가 사람이 경기장에 있었다는 사실을 깨닫는 경우
  - 추가 구성원이 다음과 같은 경우 심판은 골을 허용하지 않아야 한다.
    - 골을 넣은 팀의 선수, 교체 선수, 교체 선수, 퇴장 선수 또는 팀 구성원 추가된 사람의 위치에서 직접 프리킥으로 플레이가 다시 시작된다.
    - 앞서 '경기장의 추가 인원'에 명시된 골이 발생하지 않는 한 경기를 방해 한 외부 에이전트 드롭 된 볼로 플레이가 다시 시작된다.

  - 추가 인원이 다음과 같은 경우 심판은 골을 허용해야 한다.
    - 골을 허용한 선수, 교체 선수, 교체된 선수, 퇴장 선수 또는 팀 임원
    - 플레이를 방해하지 않은 외부 에이전트
- 모든 경우에 심판은 추가 구성원을 경기장에서 제거해야 한다.
- 골이 득점되고 경기가 다시 시작된 후 심판이 골이 득점되었을 때 경기장에 추가 인원이 있음을 알게되면 골을 허용할 수 없다. 추가 구성원이 여전히 경기장에 있는 경우 심판은 다음을 수행해야 한다.
  - 경기 중지
  - 추가 구성원을 제거
  - 드롭 된 볼이나 프리킥으로 재시작
- 심판은 해당 기관에 사건을 보고해야 한다.

### 10. 팀 주장(Team Captain)
- 팀 주장은 특별한 지위나 특권이 없지만 팀의 행동에 대해 어느 정도의 책임이 있다.

## 4조 - 선수의 장비(The Players' Equipment)

### 1. 안전(Safety)
- 선수는 장비를 사용하거나 위험한 것을 착용해서는 안된다.
- 모든 보석류(목걸이, 반지, 팔찌, 귀걸이, 가죽 밴드, 고무 밴드 등)는 금지되며 제거해야 한다. 보석을 덮기 위해 테이프를 사용하는 것은 허용되지 않는다.
- 선수들은 경기 시작 전에 검사를 받아야 하고 경기장에 들어가기 전에 교체해야 한다. 선수가 승인되지 않은 또는 위험한 장비 또는 장신구를 착용하거나 사용하는 경우 심판은 선수에게 다음과 같이 안내해야 한다.
  - 해당 관련품을 제거
  - 선수가 준수할 수 없거나 따르기를 원하지 않는 경우 다음 중단시 경기장으로부터 보내야 한다.
- 준수를 거부하거나 아이템을 다시 착용하는 선수는 경고를 받는다.

### 2. 기본 장비(Compulsory Equipment)
- 선수의 필수 장비는 다음과 같은 개별 항목으로 구성된다.
  - 소매가 달린 셔츠
  - 반바지
  - 양말 – 테이프 또는 외부에 적용하거나 착용한 모든 재료는 적용되거나 덮는 양말 부분과 동일한 색상이어야 한다.
  - 정강이 보호대 – 합리적인 보호를 제공하는 적절한 재료로 만들어지고 양말로 덮여 있어야 한다.
  - 신발류
- 골키퍼는 긴 바지를 입을 수 있다.
- 실수로 신발이나 신가드를 잃어버린 선수는 가능한 한 빨리 그리고 늦어도 공이 플레이 아웃될 때까지 교체해야 한다. 그렇게 하기 전에 선수가 공을 치거나 골을 넣으면 골이 주어진다.

### 3. 색(Colors)
- 두 팀은 서로 구별되는 색을 입어야 한다.
- 각 골키퍼는 다른 선수 및 경기 임원과 구별되는 색상을 착용해야 한다.
- 두 골키퍼의 셔츠가 같은 색이고 다른 셔츠가 없는 경우 심판은 경기를 허용한다.
- 언더 셔츠는 다음에 나오는 둘 중 하나에 해당되어야 한다.
  - 셔츠 소매의 메인 컬러와 같은 컬러의 단색
  - 셔츠 소매를 정확히 복제 한 패턴 / 색상
- 언더 쇼츠 / 타이트는 반바지의 기본 색상 또는 반바지의 가장 낮은 부분과 동일한 색상이어야 한다. 같은 팀의 선수는 동일한 색상을 착용해야 한다.

### 4. 다른 장비(Other Equipment)
- 골키퍼의 모자 및 스포츠 안경과 같이 부드럽고 가벼운 패딩 소재로 만든 헤드 기어, 안면 마스크, 무릎 및 팔 보호대와 같은 위험하지 않은 보호 장비는 허용된다.

헤드 커버
- 헤드 커버(골키퍼 캡 제외)를 착용하는 경우 다음을 충족해야 한다.
  - 검은색 또는 셔츠와 같은 기본 색상(같은 팀의 선수가 같은 색상을 입는 경우)
  - 선수 장비의 전문적인 외관을 유지해야 한다.
  - 셔츠에 붙지 않는다.
  - 착용한 선수나 다른 선수에게 위협을 주지 않는(예 : 목 주변의 개폐 메커니즘).
  - 표면에서 튀어 나온 부분(돌출 요소)이 없음

전자 통신
- 선수(교체/교체 선수 및 퇴장 선수 포함)는 어떠한 형태의 전자 또는 통신 장비도 착용하거나 사용할 수 없다(EPTS가 허용되는 경우 제외). 팀 임원에 의한 모든 형태의 전자 통신 사용은 선수의 복지 또는 안전과 직접적으로 관련되거나 전술/코칭 이유로 허용되지만 소형 모바일 핸드 헬드 장비(예 : 마이크, 헤드폰, 이어폰, 휴대폰/스마트폰, 스마트워치, 태블릿, 노트북)만 허용된다. 승인되지 않은 장비를 사용하거나 전자 또는 통신 장비의 사용으로 인해 부적절한 방식으로 행동하는 팀 구성원은 퇴장당한다.

전자 성능 및 추적 시스템(EPTS)
- 전자 성능 및 추적 시스템(EPTS)의 일부인 웨어러블 기술(WT)이 FIFA, 대륙 축구 연맹 또는 국가 축구 협회의 후원으로 조직된 공식 대회에서 진행되는 경기에서 사용되는 경우 대회 주최자는 선수의 장비는 위협하지 않으며 IMS(International Match Standard) 또는 FIFA 품질 기준 중 하나를 충족해야 한다.
- 이러한 테스트를 수행하는 기관은 FIFA의 승인을 받아야 한다.
- 경기 또는 대회 주최자가 EPTS를 제공하는 경우, 공식 대회에서 경기를 치르는 동안 EPTS에서 기술 영역으로 전송되는 정보와 데이터가 신뢰할 수 있고 정확한지 확인하는 것은 해당 경기 또는 대회 주최자의 책임이다.
- 신뢰할 수 있고 정확한 전자 성능 및 추적 시스템의 승인 프로세스를 통해 대회 주최자를 지원하기 위해 FIFA에서 개발하고 IFAB에서 승인한 전문 표준이어야 한다.
- 다음 마크는 EPTS(웨어러블 또는 광학)가 축구 위치 데이터의 신뢰성 및 정확성 측면에서 요구 사항에 대해 공식적으로 테스트되었음을 나타낸다.(FIFA Quality)

### 5. 슬로건, 진술, 이미지 및 광고(Slogans, Statements, Images and Advertising)
- 장비에는 정치적, 종교적 또는 개인적인 슬로건, 진술 또는 이미지가 없어야 한다. 선수는 정치적, 종교적, 개인적 슬로건, 진술 또는 이미지를 보여주는 속옷이나 제조업체 로고 이외의 광고를 공개해서는 안된다. 모든 위반 행위에 대해 선수 및 팀은 대회 주최자, 국가 축구 협회 또는 FIFA의 승인을 받는다.

원칙
- 규칙4는 선수, 교체 선수, 교체된 선수가 착용하는 모든 장비(의류 포함)에 적용된다. 그 원칙은 기술 분야의 모든 팀 구성원에게도 적용된다.
- 다음은 일반적으로 허용된다.
  - 선수의 번호, 이름, 팀 문장/로고, 축구, 존중 및 성실함을 홍보하는 이니셔티브 슬로건/엠블럼은 물론 경기 규칙이나 국가 축구 협회, 대륙 축구 연맹 또는 FIFA 규정에서 허용하는 모든 광고
  - 경기 사실 : 팀, 날짜, 대회/이벤트, 장소
- 허용되는 슬로건, 진술 또는 이미지는 셔츠 앞면 및 완장에만 국한되어야 한다.
- 경우에 따라 슬로건, 진술 또는 이미지가 기장의 완장에만 나타날 수 있다.

### 6. 위반 및 제재(Offences and Sanctions)
- 어떤 위반에 대해서도 경기를 중단할 필요가 없으며 선수는 다음을 수행한다.
  - 심판이 장비를 수정하기 위해 경기장을 떠나라고 지시한다.
  - 장비가 이미 수정되지 않은 경우 경기가 중지되면 떠난다.
- 장비를 수정하거나 변경하기 위해 경기장을 떠나는 선수는 다음을 수행해야 한다.
  - 재입장을 허용하기 전에 경기 임원에게 장비 점검을 받음
  - 심판의 허가를 받은 경우에만 재입장(경기 도중에 주어질 수 있음)
- 무단으로 입장하는 선수는 주의를 기울여야 하며,주의를 주기위해 경기가 중단된 경우, 간섭이 없는 경우를 제외하고 경기가 중단되었을 때 볼의 위치에서 간접 프리킥이 주어지며, 이 경우 직접 프리킥(또는 페널티킥)은 간섭 위치에서 주어진다.

## 5조 - 주심(The Referee)
1) 주심의 권위
- 경기 규칙 시행과 관련된 모든 권위를 가지고 있는 주심에 의하여 경기가 관리되도록 매 경기마다 주심이 임명된다.

2) 권한과 임무
- 주심은 경기 규칙을 시행한다.
- 주심은 부심, 대기심과 적절히 협조하여 경기를 관리한다.
- 주심은 볼이 규칙 2의 요구 조건에 적합한지 확인한다.
- 주심은 선수의 장비가 규칙 4의 요구조건에 적합한지 확인한다.
- 주심은 경기의 기록과 계시원의 역할을 한다.
- 주심은 경기 규칙 위반에 대하여 중지, 일시 중단, 종료시킬 권한이 있다.
- 주심은 어떤 유형의 외부 방해를 이유로 경기의 중지, 일시 중단, 종료시킬 권한이 있다.
- 주심의 견해로 경기자가 중상을 입었을 때 경기장에서 안전하게 이동하도록 경기를 중지한다.
- 주심의 견해로 경기자가 경상이라면 볼이 아웃 오브 플레이 때까지 경기를 계속하도록 허용한다.
- 주심은 경기자가 부상으로 인하여 출혈할때에는 경기장에서 떠나게 한다. 그 경기자가 출혈이 멈췄는지 반드시 확인하여야 하며, 주심의 신호가 있어야만 경기장에 들어올 수 있다.
- 주심은 어드벤티지 상황의 경우 반칙이 발생하였더라도 팀에 이득이 있을 때에는 경기를 계속하도록 허용하고, 만일 그때 예상했던 이득이 실현되지 않았다면 최초의 반칙으로 처벌한다.
- 주심은 선수가 동시에 한가지 이상의 반칙을 범하였다면 더 심한 반칙으로 처벌한다.
- 주심은 경고와 퇴장 반칙을 저지른 선수에 대하여 징계 조치를 즉시 취하지 않아도 되나, 다음 아웃 오브 플레이 때 반드시 조치를 취하여야 한다.
- 주심은 책임있는 태도를 스스로 유지하지 못하는 팀 임원들에 대하여 경기장이나 그 주변에서 즉시 추방시키는 재량권을 행사할 수 있다.
- 주심은 그가 목격하지 못한 사건을 관련된 부심의 충고에 따라 처리할 수 있다.
- 주심은 허가 받지 않은 사람의 경기장 입장을 불허한다.
- 주심은 경기를 중단 후 재개시킬수 있다.
- 주심은 경기 전, 경기 도중, 경기 후에 발생한 기타 사건들과 선수 및 팀 임원에 대하여 어떤 징계 조치를 했는지 등에 관한 정보가 포함된 경기보고서를 해당기관에 제출해야 한다.

3) 주심의 결정
- 경기와 연관된 사항에 대한 주심의 판정은 최종적인 것이다.
- 주심은 경기를 재개하지 않았을 경우에 한하여 판정의 잘못을 자각하거나 부심의 조언에 따라 판정을 바꿀 수 있다.

- 주심 관련 국제 축구 평의회 결정 사항

결정 1
- 주심(해당되는 부심 또는 대기심)은 경기 규칙에 의거하여 내린 결정이나 경기를 운영하는데 필요한 정상적인 절차를 통해 내린 결정으로 인해 다음과 같은 위해로부터 보호받아야 한다.
  - 선수나 임원 혹은 관중에 의한 부상
  - 재산상의 손해
  - 개인, 클럽, 기업, 협회, 이와 유사한 단체에 의한 기타 손실
- 위의 결정들은 다음을 포함한다.
  - 경기장 및 주변의 상태 혹은 기후 상태에 따라 경기 진행 여부.
  - 합당한 이유에 의한 경기 포기.
  - 골 포스트, 크로스 바, 코너 포스트 및 볼을 비롯하여 경기에 사용되는 설비나 장비 상태에 관한 사항.
  - 관중의 경기 방해나 관중석 내의 문제 발생시 경기 중단 여부.
  - 부상 선수의 치료를 위한 경기장에서의 후송 여부.
  - 선수의 특정 복장이나 용구의 허용 여부.
  - 팀 임원, 경기장 직원, 안전 책임자, 사진 기자, 기타 언론 대표 등을 비롯한 특정인들의 경기장 부근에서 관전 여부(주심의 재량).
  - 경기 규칙에 의거하거나 경기를 주최하고 있는 대륙 연맹, 국가 협회, 연맹의 규칙 혹은 규정에 준하여 주심의 재량에 따라 내린 기타 결정.

결정 2
- 경기에 네 번째 심판(대기심)이 임명되며, 그의 임무와 책임은 반드시 국제 축구 평의회가 승인한 지침에 따라야 한다.

결정 3
- 경기와 관련된 사실 보고에는 득점 여부 및 경기 결과가 포함되어야 한다.

## 6조 - 주심 외 심판들(The Other Match Officials)
1) 임무
- 부심은 2명이 임명되며 그 임무는 주심의 판정에 복종하고 아래의 사항을 지적하는 것이다.
  - 볼 전체가 경기장을 넘어갔을 때
  - 어느 편이 코너 킥, 골 킥, 드로우인을 할 권리가 있는가
  - 오프 사이드 위치에 있는 선수가 처벌을 받아야 하는 경우
  - 선수 교체를 요청했을 때
  - 주심이 인식하지 못한 불법 행위나 기타 사건이 발생했을 때

2) 보조
- 주심이 경기 규칙에 따라 경기를 진행하는데 조력한다.
- 주심은 부당한 간섭이나 부당한 행위를 한 부심을 그 임무에서 해임시키고 해당기관에 보고서를 제출한다.

3) 대기심
- 대기 심판은 대회 규정하에 임명되며 만일 세명의 심판이 그 임무를 계속할 수 없을 때 직무를 대신한다.
- 경기 시작 전에 조직 위원은 주심이 임무 수행을 계속할 수 없을 때 대기 심판을 주심에 임명할 것인지, 부심을 주심에 임명하고 대기 심판을 부심에 임명할 것인지를 명백히 한다.
- 대기 심판은 주심의 요청에 의하여 경기전, 경기중, 경기후의 관리적인 임무를 돕는다.
- 대기 심판은 경기 중에 선수 교체 절차를 도울 책임이 있다.
- 대기 심판은 요구된 볼의 대체를 감독한다. 만일 주심의 지시에 의하여 경기중 시합구가 대체될 때 다른 볼을 준비하여 시간 지연을 최소화한다.
- 대기 심판은 고체 요원이 경기장에 입장하기 전에 장비 검사를 할 권한이 있다. 만일 그들의 장비가 경기 규칙에 맞지 않으면 부심에게 통보하고 부심은 주심에게 통보한다.
- 대기 심판은 경기 시간 내내 주심을 돕는다.
- 대기 심판은 경기 후에 주심이나 부심이 인식하지 못한 불법 행위나 기타 사건의 발생을 해당 기관에 반드시 보고해야 한다. 대기 심판은 어떠한 보고라도 주심과 부심에게 반드시 알려야 한다.

## 7조 - 경기 시간(The Duration of the Match)
1) 경기의 시간
- 경기는 주심과 참가한 두 팀이 상호 동의했을 때를 제외하고 전·후반 45분씩 동등한 시간으로 계속된다.(전체 90분)
- 경기 시간 변경에 대한 동의는 반드시 경기 개시 전에 그리고 대회 규정에 의하여 승인되어야 한다.(예: 조명이 불충분하여 전·후반을 각각 40분으로 한다)

2) 하프 타임 휴식
- 선수는 하프 타임 때 휴식을 취할 권리가 있다.
- 하프 타임 휴식은 15분을 초과해서는 안 된다.
- 대회 규정에 하프 타임의 휴식 시간을 반드시 규정하여야 한다.
- 하프 타임의 휴식 시간은 주심의 동의하에서만 변경될 수 있다.

3) 허비된 시간의 공제
- 전·후반을 통하여 아래의 상황으로 인한 시간 허비는 경기 시간에 참작된다.
  - 교체
  - 선수의 부상정도 확인
  - 부상 선수의 치료를 위한 경기장에서의 후송
  - 시간 낭비
  - 기타 다른 사유
- 허비된 시간을 참작하는 것은 주심의 재량이다.

4) 승부차기
- 전·후반 또는 연장전의 종료 직전에 선언된 승부차기는 그 킥이 행해지도록 시간을 연장해야 한다. 양 팀에서 1명씩 나와서 찬다.

5) 연장전
- 대회 규정에 명시되어 있다면 전·후반 똑같은 시간을 경기한다.

6) 포기된 경기
- 대회 규정에 따로 명시되어 있을 때를 제외하고 포기된 경기는 재경기를 한다.

## 8조 - 경기 시작과 재개(The Start and Restart of Play)
1) 준비
- 토스에서 이긴 팀이 전반전에 공격할 진영을 결정한다.
- 상대팀은 경기가 시작될 때에 킥오프를 할 수 있다.
- 토스에서 이긴 팀은 후반전 경기 시작 때에 킥오프를 한다.
- 양팀은 후반전에 진영을 바꾸어 공격한다.

2) 킥오프
- 킥오프는 경기를 개시하거나 재개하는 방법으로서 경기 시작 때, 득점이 이루어진 후, 후반전 경기 시작 때, 연장전 경기(연장전을 할 경우)의 전.후반 시작 때 등을 말한다.
- 킥오프에서의 직접 득점은 인정된다.

3) 절차
- 모든 선수들은 자신의 진영에 위치한다.
- 킥오프를 하는 상대팀은 인 플레이될 때까지 볼에서 최소한 9.15m떨어진 곳에 위치한다.
- 볼은 센터 마크에 정지된 상태여야 한다.
- 주심은 신호를 한다.
- 킥한 볼이 앞쪽으로 움직이면 인플레이이다.
- 키커는 다른 선수가 터치할 때까지 볼을 재차 터치하지 못한다.
- 득점이 이루어진 후 다른 팀에 의하여 킥오프를 하게 한다.

4) 위반 및 처벌
- 만일 다른 경기자가 터치하기 전에 키커가 재차 볼을 터치했다면 위반이 발생한 지점에서 상대편에게 간접 프리킥을 부여한다.
- 킥오프를 시행하는 도중 기타 다른 위반이 있었다면 킥오프를 다시 한다.

5) 드롭볼
- 드롭볼은 볼이 인 플레이일 때 경기규칙에 명시되어 있지 않은 이유로 경기가 잠시 중단된 후 재개하는 방법이다.
  - 플레이가 중단되었을 때 볼이 있던 위치에서 주심이 드롭볼을 한다. 볼이 지면에 닿으면 인플레이이다.
  - 볼이 지면에 닿기 전에 선수가 플레이 했을 경우나 볼이 지면에 닿은 후 선수에 의하여 플레이 되지 않고 경기장 밖으로 나갔을 경우에는 다시 드롭볼을 실시한다.

6) 특별한 상황
- 골 에어리어 내에서 수비팀에게 주어진 간접 프리킥은 골 에어리어 내 어느 지점에서나 한다.
- 골 에어리어 내에서 공격팀에게 주어진 간접 프리킥은 위반이 일어난 지점에서 가장 가까운 골 라인과 평행된 골 에어리어 선상에서 한다.
- 골 에어리어 내에서 경기가 잠시 중단된 후 드롭볼로 경기를 재개할 때는 경기가 중단되었을 때 볼이 있던 지점에서 가장 가까운 골 라인과 평행된 골 에어리어 선상에서 한다.

## 9조 - 볼의 인 & 아웃 오브 플레이(The Ball In and Out of Play)
1) 볼의 인 플레이
- 다음을 포함하여 다른 모든 시간은 볼이 인 플레이 상태다.
  - 볼이 골 포스트, 크로스 바 또는 코너 플랙 포스트에 맞고 튀어 경기장 안으로 되돌아왔을 때
  - 볼이 경기장 내에 있는 주심이나 부심에게 맞고 튀어 경기장 내로 되돌아왔을 때

2) 볼의 아웃 오브 플레이
- 다음은 아웃 오브 플레이다.
  - 볼 전체가 지면 또는 공중으로 터치 라인이나 골 라인을 완전히 넘어 갔을 때
  - 주심에 의하여 경기가 중단되었을 때

## 10조 - 경기 결과의 결정(Determining the Outcome of a Match)
1) 득점
- 득점에 앞서 경기 규칙의 위반이 없고, 볼 전체가 크로스 바 아래와 양 골포스트 사이의 골 라인을 완전히 넘어 갔을 때 득점이 된다.

2) 승리팀
- 경기 중 더 많은 득점을 한 팀이 승자가 된다.
- 만일 양 팀이 무득점이거나 동점일 때는 무승부이다.

3) 승부차기
- 경기가 무승부로 끝난후에 대회 규정에 따라 승자를 결정하는 방법이다.
- 절차
  - 주심은 킥을 행할 골대를 선정한다.
  - 주심은 팀 주장에게 동전으로 토스해서 이긴 팀이 첫 번째 킥을 하게 된다.
  - 주심은 킥이 행해진 상황을 기록한다.
  - 아래에 설명된 상황을 조건으로 양팀은 다섯 번의 킥을 행한다.
  - 만일 양팀이 다섯 번의 킥을 다하기 전에 이미 승패가 확실해졌을 때에는 남은 킥을 하지 않는다.
  - 양팀이 다섯 번의 킥을 했는데 득점이 같거나 무득점일 때에는 각팀에 의해 한명씩 번갈아 가면서 같은 수의 킥을 하여, 한팀이 다른 팀보다 더 많은 득점을 할 때까지 실시한다.
  - 대회 규정에 허용된 최대수의 교체를 다하지 못한 팀은 킥하기를 행할 때 부상으로 골키퍼의 임무를 계속할 수 없다면 교체요원과 교체시킬수 있다.
  - 앞에 말한 경우를 제외하고 연장전을 포함하여 경기 종료시까지 경기장에 있었던 선수만이 승부차기를 행하도록 허용된다.
  - 킥은 서로 다른 선수가 행하며 모든 자격을 가진 선수들이 전부 킥하기를 한 후에야 같은 선수가 두 번째 킥을 할 수 있다.
  - 자격을 가진 선수는 킥을 행하는 도중에 어느 때이고 자기팀 골키퍼와 위치를 바꿀수 있다.
  - 승부차기가 행해지는 동안 자격있는 선수들과 경기 임원(심판)만이 경기장에 남아 있도록 허용된다.
  - 킥을 하는 선수와 두 골키퍼를 제외하고 모든 선수들은 센터 서클내에 있어야 한다.
  - 키커의 팀 동료인 골키퍼는 킥 하는 동안 페널티 에어리아 밖의 경기장 안에 페널티 에어리어 경계선과 만나는 골라인 위에 머물러 있어야 한다.
  - 승부차기를 행할 때 경기 규칙과 관련 있는 것을 제외한 기타 사항은 국제 축구 평의회의 결정을 적용한다.

## 11조 - 오프사이드(Offside)
1) 오프사이드 위치
오프사이드 위치에 있는 것만으로는 반칙이 아니다.
아래에 해당하는 선수는 오프사이드 위치에 있는 것이다:
- 머리, 몸 또는 발의 어느 부분이 상대방 진영(하프웨이 라인은 제외)에 있고,
- 머리, 몸, 또는 발의 어느 부분이 볼, 그리고 마지막에서 두 번째로 있는 상대팀 선수보다 골라인에 더 가까이 있는 경우

골키퍼를 포함한 모든 선수들의 손과 팔은 고려대상이 아니다. 오프사이드를 결정하기 위해, 팔의 위쪽 경계를 겨드랑이 밑 부분과 일직선을 이루는 선으로 한다.
아래에 해당하는 선수는 오프사이드 위치에 있는 것이 아니다:
- 상대팀의 마지막에서 두 번째 선수와 동일 선상에 있거나,
- 상대팀의 마지막에서 두 명의 선수와 동일 선상에 있는 경우

2) 오프사이드 반칙
오프사이드 위치에 있는 선수가 팀 동료에 의해 볼이 플레이 또는 터치된 순간, 다음의
행동을 통해 적극적으로 플레이에 관여했을 때에만 처벌 받는다:
- 팀 동료가 패스 또는 터치한 볼을 플레이하거나 터치하여 플레이에 간섭했을 때
- 아래와 같은 행위로 상대 선수를 방해했을 때:
  - 명백하게 상대방의 시선을 차단하여 상대방이 볼을 플레이하거나 플레이가 가능한 것을 방해하는 행위
  - 볼을 목적으로 상대방에게 도전하는 행위
  - 가까운 볼을 플레이하려는 명백한 시도로 상대방에게 영향을 주는 행위
  - 명백한 움직임으로 인해 상대방이 볼을 플레이할 수 있는 능력에 확연히 영향을 주는 행위

혹은
- 아래와 같은 상황에서 볼을 플레이하거나 상대 선수를 방해함으로써 이득을 얻었을 때:
  - 볼이 골포스트, 크로스바, 심판, 상대 선수에게 맞고 튀어나왔거나 굴절된 경우
  - 볼을 상대 선수가 의도적으로 세이브한 경우

오프사이드 위치에 있는 선수가 받은 볼이 상대 선수의 의도적인 핸드볼을 포함하여 의
도적인 플레이에 의한 것이라면 이득을 얻은 것으로 간주하지 않는다. 이는 상대선수에
의한 의도적인 세이브가 아닐 경우를 말한다.
여기서 ‘세이브’란 골문 안으로 들어가거나 골문으로 매우 근접하게 움직이는 볼을 선수
가 손/팔이 아닌 (페널티 에어리어 안의 골키퍼는 예외) 신체의 다른 부위로 막거나 막으
려고 시도하는 것을 말한다.
다음과 같은 상황에서:
- 오프사이드 위치에서 이동하거나 서있는 선수가 상대의 길목에 있으면서 볼을 향하여

움직이는 상대 선수의 움직임을 방해함으로써 상대 선수의 플레이나 볼에 도전하는
능력에 영향을 주었다면 오프사이드 반칙이다. 만약 선수가 상대의 길목으로 이동하
여 상대 선수의 진행을 방해했다면 (예: 상대 선수 저지) 제12조의 반칙으로 처벌해야
한다.
- 오프사이드 위치에 있는 선수가 볼을 플레이하려는 의도로 볼을 향해 움직였고, 볼을

플레이하기 전에, 또는 볼 플레이를 시도하기 전에, 또는 볼을 향해 상대 선수에게 도
전하기 전에 파울을 당했다면 이것은 오프사이드 반칙 전에 파울이 발생했으므로 반칙
으로 처벌한다.
- 오프사이드 위치에 있는 선수가 이미 볼을 플레이했거나 이미 볼을 플레이하기 위해

시도를 했거나, 이미 볼을 향해 상대 선수에게 도전을 했다가 반칙을 당했을 경우, 이
것은 파울 도전 전에 오프사이드 반칙이 일어났으므로 오프사이드 반칙으로 처벌한다.

3) 오프사이드 반칙이 아닌 경우
선수가 아래 상황에서 직접 볼을 받으면 오프사이드 반칙이 아니다:
- 골킥
- 스로인
- 코너킥

4) 반칙과 처벌
오프사이드 반칙이 일어났다면, 주심은 오프사이드 반칙이 그 선수 자신의 진영에서 일
어난 경우를 포함하여 반칙이 발생한 지점에서 간접 프리킥을 준다.
주심의 허락 없이 경기장을 벗어난 수비수는 오프사이드 여부 판단을 위해 다음에 플레
이가 중단되거나, 수비팀이 하프웨이 라인 방향으로 볼을 플레이하여 수비팀의 페널티
에어리어 밖으로 벗어날 때까지 골라인 또는 터치라인 위에 있는 것으로 간주한다. 만약
선수가 의도적으로 경기장을 떠났을 경우, 그 선수는 다음 아웃 오브 플레이 때 경고를
받아야 한다.
공격팀의 선수가 플레이에 관여하지 않기 위해 경기장 밖으로 걸어 나가거나 밖에 머무
를 수 있다. 만약 다음에 플레이가 중단되기 전이나, 수비팀이 하프웨이 라인 방향으로 볼
을 플레이하여 수비팀의 페널티 에어리어 밖으로 벗어나기 전에 이 선수가 골라인에서
경기장으로 들어와 플레이에 관여한다면, 오프사이드 여부 판단을 위해 해당 선수는 골
라인 위에 있는 것으로 간주한다. 선수가 의도적으로 경기장을 떠났다가 주심의 허락 없
이 다시 입장하여 이득을 얻었다면 오프사이드로 처벌하지 않고, 주심의 허락 없이 입장
한 행위로 경고를 받아야 한다.
볼이 골문으로 들어가는 순간에 공격수가 골포스트 사이, 그리고 골문 안쪽에서 정지 상
태로 있었다면 득점으로 인정해야 한다. 그러나 선수가 오프사이드 반칙, 제12조에 해당
하는 반칙을 범할 경우, 득점을 인정하지 않고 간접 프리킥 또는 직접 프리킥으로 재개
한다.

## 12조 - 반칙과 불법행위(Fouls and Misconduct)
반칙과 불법 행위는 다음에 따라 처벌한다.
1) 직접 프리킥
- 주심의 견해로 선수가 조심성없이, 무모하게 또는 과도한 힘을 사용하여 다음의 6개 반칙 중 어느 것을 범했을 경우, 상대팀에게 직접 프리킥을 부여한다.
  - 상대를 차거나 차려고 했을 때
  - 상대를 걸었거나 걸어 넘어뜨리려고 했을 때
  - 상대에게 뛰어 덤벼들었을 때
  - 상대를 차지(charges)했을 때
  - 상대를 때리거나 때리려고 했을 때
  - 상대를 밀었을 때
- 또 선수가 다음의 4개 반칙 중 어느 것을 범했을 때 상대팀에게 직접 프리킥을 부여한다.
  - 볼을 소유하고자 상대에게 태클을 하였으나 볼에 터치하기 전에 상대의 신체에 먼저

접촉되는 경우
- - 상대를 잡았을 때
  - 상대에게 침을 뱉었을 때
  - 고의적으로 볼에 손을 댔을 때(자신의 페널티 에어리어 내에 있는 골키퍼는 제외)
- 직접 프리킥은 반칙이 발생한 지점에서 행한다.

2) 페널티 킥
- 인 플레이 중에 볼의 위치에 관계없이 경기자가 자신의 페널티 에어리어 내에서 만일 위의 10가지 반칙 중 한가지를 범했다면 페널티킥을 부여한다.

3) 간접 프리킥
- 자신의 페널티 에어리어 내에 있는 골키퍼가 다음 5가지 반칙 중 어느 것을 범했을 경우, 상대팀에게 역시 간접 프리킥을 부여한다.
  - 손으로 볼을 다루고 있던 골키퍼가 볼을 다른 경기자에게 주기 전에 4보를 초과하여 걸었을 때
  - 손으로 잡고 있던 볼을 방출시킨 후, 다른 경기자가 터치하기 전에 그의 손으로 볼을 다시 터치했을 때
  - 팀 동료가 고의적으로 킥하여 준 볼을 손으로 터치했을 때
  - 팀 동료가 행한 드로우 인을 직접 받은 후 손으로 볼을 터치했을 때
  - 시간 낭비
- 또 주심의 견해로 경기자가 다음의 반칙을 범했을 때 상대팀에게 간접 프리킥을 부여한다.
  - 위험한 태도로 플레이할 때
  - 상대의 진행을 방해할 때
  - 손으로 볼을 방출시키려는 골키퍼를 방해할 때
  - 규칙 12에 언급되지 않은 어떤 위반이 발생하여 선수에게 경고를 주거나 퇴장시키기 위하여 경기가 잠시 중단되었을 때
- 반칙이 발생한 지점에서 간접 프리킥을 행한다.

4) 경고
- 다음의 7가지 반칙 중 어느 것을 범하였을 경우 옐로 카드를 보여 경고 조치한다.
  - 반 스포츠적 행위(UNSPORTING BEHAVIOUR)를 한 경우
  - 말 또는 행동으로 항의한 경우
  - 지속적으로 경기 규칙을 위반한 경우
  - 경기 재개를 지연시킨 경우
  - 프리킥 또는 코너킥으로 경기를 재개할 때 요구된 거리를 지키지 않을 경우
  - 주심의 허가없이 입장 또는 재 입장한 경우
  - 주심의 허가없이 고의적으로 경기장을 떠난 경우

5) 퇴장
- 선수가 다음의 7가지 반칙 중 어느 것을 범하였을 경우 레드 카드를 보여 퇴장 조치한다.
  - 심한 반칙 플레이(SERIOUS FOUL PLAY)를 한 경우
  - 난폭한 행위(VIOLENT CONDUCT)의 경우
  - 상대 또는 다른 사람에게 침을 뱉은 경우
  - 고의적으로 볼을 핸들링하여 상대팀의 득점 또는 명백한 득점 기회를 저지시킨 경우

(자신의 페널티 에어리어 내에 있는 골키퍼는 적용되지 않는다.)
- - 상대가 골을 향하여 움직이고 있을 때 프리킥 또는 페널티 킥으로 처벌하여야 할 반칙을 하여 명백한 득점 기회를 저지시킨 경우
  - 공격적, 모욕적 언어 또는 욕설을 한 경우
  - 한 경기에서 두 번째 경고를 받은 경우

- 반칙, 불법행위에 관한 국제 축구 평의회 결정 사항

결정 1
- 볼이 인 플레이일 때 자신의 페널티 에어리어 내에 있는 골키퍼가 상대에게 볼을 던져 때렸거나 때리려고(던진 볼이 맞지 않은 경우) 했을 때는 페널티 킥을 선언해야 한다.

결정 2
- 경기자가 경기장의 안 또는 밖에서 상대편, 팀 동료, 주심, 부심 기타 다른 사람에게 경고성 반칙 또는 퇴장 반칙을 범하였다면 반칙의 종류에 따라 처벌한다.

결정 3
- 골키퍼가 손 또는 팔의 어떤 부분으로든 볼을 터치했을 때 볼을 소유한 것으로 인정한다.
- 볼의 소유는 골키퍼가 한번에 잡을 수 있는 것을 고의로 회피하는 경우도 포함된다. 그러나 주심의 견해로 골키퍼가 볼을 잡으려다 부득이 리바운드된 상황은 포함되지 않는다.
- 만일 골키퍼가 그의 손 또는 팔로 볼을 5∼6초를 초과하여 잡고 있으면 시간 낭비의 반칙을 범한 것으로 간주한다.

결정 4
- 규칙 12에 따라 선수가 자기편의 골키퍼에게 머리나 가슴 또는 무릎을 이용하여 자기편 골키퍼에게 볼을 패스할 수 있다.
- 그렇지만 주심의 견해로 볼이 인플레이일 때 고의적으로 속임수를 써서 규칙을 역이용하려는 경기자는 반 스포츠적 행위를 한 것이다. 그에게 옐로 카드를 보여 경고하고 위반이 발생한 지점에서 상대팀에게 간접 프리킥을 부여한다.
- 경기자가 프리킥을 할 때 고의적인 속임수를 써서 규칙을 역이용하려는 것은 반스포츠적 행위이므로 옐로 카드를 보여 경고한다. 프리킥은 다시 한다.
- 위와 같은 상황 뒤에 골키퍼가 손으로 볼을 터치했건 하지 않았건 상관이 없다. 이 반칙은 선수가 경기 규칙과 규칙 12의 정신 양쪽을 속이려는 의도를 가지고 죄를 범한 것이기 때문이다.

결정 5
- 상대편의 안전을 위태롭게 하는 뒤에서의 태클은 심한 반칙 플레이로 처벌하여야 한다.

## 13조 - 프리킥(Free Kicks)
1) 프리킥의 종류
- 프리킥은 직접 프리킥과 간접 프리킥이 있다.
- 두 가지 모두 킥이 이루어질 때가지 볼은 정지되어 있어야 하고, 키커는 다른 경기자에 의해 터치될 때까지 볼을 재차 터치하지 못한다.

2) 직접 프리킥
- 직접 프리킥은 킥한 볼이 상대의 골에 직접 들어가도 득점이 된다.
- 직접 프리킥은 킥한 볼이 자기 팀의 골에 직접 들어가면 상대팀에게 코너킥을 부여한다.

3) 간접 프리킥
- 주심은 한 팔을 머리 위까지 들어 올려 간접 프리킥임을 지적한다. 킥한 볼을 다른 선수가 터치하거나 아웃 오브 플레이될 때까지 팔을 들고 있어야 한다.
- 볼이 골에 들어가기 전에 다른 경기자에 터치된 경우에는 득점이 된다.
- 킥한 볼이 상대편의 골로 직접 들어가면 상대팀의 골킥으로 판정한다.
- 킥한 볼이 자기팀의 골에 직접 들어가면 상대팀의 코너킥으로 판정한다.

4) 프리킥 때의 위치
- 수비팀의 페널티 에어리어내에서의 직접 또는 간접 프리킥
  - 모든 상대편은 볼에서 최소한 9.15m 떨어진 곳에 위치한다.
  - 모든 상대편은 볼이 인 플레이될 때까지 페널티 에어리어 밖에 머물러 있어야 한다.
  - 킥한 볼이 직접 페널티 에어리어를 벗어나면 인 플레이다.
  - 골 에어리어 내에서의 프리킥은 골 에어리어 어느 지점에서나 할 수 있다.
- 공격팀이 간접 프리킥을 할때
  - 상대편은 자신의 양 골 포스트 사이의 골 라인에 서 있을 때를 제외하고 인플레이될 때까지 볼에서 최소한 9.15m 떨어져 있어야 한다.
  - 킥한 볼이 움직이면 인 플레이이다.
  - 골 에어리어 내에서의 프리킥은 위반이 일어난 지점에서 가장 가까운 골 라인과 평행된 골 에어리어 선상에서 킥을 한다.

5) 위반 및 처벌
- 만일 프리킥을 할 때 상대가 필수적인 거리보다 볼에 가까이 있다면 킥을 다시 한다.
- 만일 수비팀이 자기측 페널티 에어리어 내에서 프리킥을 할 때, 킥한 볼이 인 플레이가 되지 않았다면 킥을 다시 한다.

6) 골키퍼 이외의 선수가 프리킥할 때
- 만일 볼이 인 플레이된 후 다른 경기자에 터치되기 전에 키커가 재차 볼을 터치했다면(손 사용 제외) 위반이 일어난 지점에서 상대팀에게 간접 프리킥으로 판정한다.
- 만일 볼이 인 플레이된 후 다른 경기자에 터치되기 전에 키커가 고의적으로 핸들링을 범하였다면 위반이 일어난 지점에서 상대팀에게 직접 프리킥을 선언한다.
- 만일 키커가 페널티 에어리어 내에서 위반을 범하였다면 페널티 킥으로 판정한다.

7) 골키퍼가 프리킥을 할때
- 만일 볼이 인 플레이된 후 다른 경기자에 터치되기 전에 재차 볼을 터치했다면(손 사용 제외) 위반이 일어난 지점에서 상대팀에게 간접 프리킥으로 판정한다.
- 만일 볼이 인 플레이된 후 다른 경기자에 터치되기 전에 골키퍼가 고의적으로 볼에 손을 댔다면 위반이 발생한 곳이 킥한 골키퍼의 페널티 에어리어 밖이라면 위반이 일어난 곳에서 상대팀에게 직접 프리킥을 부여한다.
- 위반이 발생한 곳이 킥한 골키퍼의 페널티 에어리어 내라면 위반이 일어난 곳에서 상대팀에게 간접 프리킥을 부여한다.

## 14조 - 페널티킥(The Penalty Kick)
- 볼이 인 플레이일 때 자기측 페널티 에어리어 내에서 직접 프리킥에 해당되는 10가지 반칙 중 하나를 범하였다면 상대팀에게 페널티 킥으로 판정한다.
- 페널티 킥에서 직접 득점이 된다.
- 경기 시간 종료(전.후반, 연장 전.후반)직전에 선언한 페널티 킥을 진행하기 위해서는 경기 시간을 연장해야 하다.

1) 볼과 선수들의 위치
- 볼은 페널티 마크에 있어야 한다.
- 페널티 킥을 하는 선수는 정당한지 확인해야 한다.
- 수비측 골키퍼는 킥이 될 때까지 키커를 향하여 그의 골 포스트 사이의 골 라인 위에 머물러 있어야 한다.
- 키커 이외의 다른 선수들의 위치는 경기장 내에 페널티 에어리어 밖 페널티 마크의 뒤쪽에 페널티 마크에서 최소한 9.15m 떨어진 곳에 있어야 한다.

2) 주심은
- 규칙에 따라 선수들이 위치를 택할 때까지 페널티 킥을 하라는 신호를 하지 않는다.
- 페널티 킥이 완료되었을 때 판정한다.

3) 절차
- 선수는 페널티 킥을 앞쪽으로 한다.
- 키커는 다른 경기자에 터치되기 전에 재차 플레이할 수 없다.
- 킥한 볼이 앞쪽으로 움직이면 인 플레이이다.
- 경기 시간 종료(전·후반, 연장전의 전·후반) 직전에 선언된 페널티 킥을 진행 또는 다시 차기 위하여 시간이 연장된 경우, 만일 볼이 양 골 포스트 사이와 크로스 바 아래로 지나가기 전에 볼이 양 골 포스트와 크로스 바 또는 골키퍼 등 복합적으로 터치된 후 골인되었다면 득점으로 인정한다.

4) 위반 / 처벌
- 만일 주심이 페널티 킥을 하라는 신호를 보냈고, 볼이 인 플레이되기 전에 다음 상황 중 한 가지가 발생했다면
- 페널티 킥을 하는 선수가 경기 규칙을 위반했을때
  - 주심은 킥을 진행하도록 허용한다.
  - 볼이 골로 들어갔다면 킥을 다시 한다.
  - 볼이 골로 들어가지 않았다면 킥을 다시 하지 않는다.
- 골키퍼가 경기 규칙을 위반했을때
  - 주심은 일단 킥을 하도록 허용한다.
  - 볼이 골로 들어갔다면 득점으로 인정한다.
  - 볼이 골로 들어가지 않았다면 킥을 다시 한다.
- 키커의 동료가 페널티 에어리어 안에 들어왔거나, 페널티 마크보다 앞쪽으로 움직였거나, 페널티 마크에서 9.15m내에 있을 경우
  - 주심은 킥을 진행하도록 허용한다.
  - 볼이 골로 들어갔다면 킥을 다시 한다.
  - 볼이 골로 들어가지 않았다면 킥을 다시 하지 않는다.

```
** 만일 볼이 골키퍼나 크로스 바 또는 골 포스트에 맞고 튀어나온 것을 침입한 선수가 터치했을 경우, 주심은 경기를 중단시키고 수비팀에게 간접 프리킥을 부여한다.
```

- 골키퍼의 동료가 페널티 에어리어 내에 들어왔거나, 페널티 마크보다 앞쪽으로 움직였거나, 페널티 마크에서 9.15m내에 있을 경우
  - 주심은 킥을 진행하도록 허용한다.
  - 볼이 골로 들어갔다면 득점으로 인정한다.
  - 볼이 골로 들어가지 않았다면 킥을 다시 한다.

- 공격, 수비 양팀 선수들이 경기 규칙을 위반했다면 킥을 다시 한다.
- 페널티 킥을 한 후 다른 경기자에 터치되기 전에 키커가 재차 볼을 터치했다면(손 사용 제외) 위반이 발생한 지점에서 상대팀에게 간접 프리킥을 부여한다.
- 다른 경기자에 터치되기 전에 키커가 고의적으로 핸들링을 했다면 위반이 일어난 지점에서 상대팀에게 직접 프리킥을 부여한다.
- 킥한 볼이 앞쪽으로 움직이는 도중 외부 작용물에 터치됐다면 킥을 다시 한다.
- 킥한 볼이 골키퍼, 크로스 바, 골 포스트 등에 맞고 경기장 내로 들어온 다음 외부 작용물에 터치되었다면 주심은 경기를 중단한뒤, 외부 작용물에 터치된 지점에서 드롭 볼로 경기를 재개하다.

## 15조 - 스로인(The Throw-in)
1) 규칙
- 스로우 인은 플레이를 재개하는 방법이다.
- 스로우 인에서 직접 득점은 될 수 없다.
- 스로우 인의 판정은
  - 지면 또는 공중으로 볼 전체가 터치 라인을 넘어갔을 때
  - 터치 라인을 넘어간 지점에서
  - 마지막으로 터치된 경기자의 상대팀이 한다.

2) 절차
- 볼을 던지는 순간에 스로우 인을 하는 경기자는
  - 경기장을 향하고
  - 발이 터치 라인 위 또는 터치 라인 밖의 지면에 있어야 하며
  - 두손을 이용하여
  - 머리 뒤에서 넘겨져 볼을 던진다.
- 볼이 경기장에 들어온 즉시 인 플레이가 된다.

3) 위반 및 처벌
- 골키퍼 이외의 경기자가 스로우 인을 하는 경우, 볼이 인 플레이된 후 다른 경기자에 터치되기 전에 재차 볼을 터치했다면(손사용 제외) 위반이 일어난 지점에서 상대팀에게 간접 프리킥을 부여한다.
- 볼이 인 플레이된 후 다른 경기자에 터치되기 전에 고의적으로 핸들링을 했다면 위반이 일어난 지점에서 상대팀에게 직접 프리킥으로 판정한다.
- 스로우 인하는 경기자의 페널티 에어리어 내라면 페널티 킥으로 판정한다.

4) 골키퍼가 스로우 인하는 경우
- 볼이 인 플레이된 후 다른 경기자에 터치되기 전에 재차 볼을 터치했다면(손사용 제외) 위반이 일어난 지점에서 상대팀의 간접 프리킥으로 판정한다.
- 볼이 인플레이된 후 다른 경기자에 터치되기 전에 고의적인 핸들링을 했다면 만일 위반이 일어난 지점이 골키퍼의 페널티 에어리어 밖이라면 위반이 일어난 지점에서 상대팀의 직접 프리킥으로 판정한다. 만일 위반이 발생한 지점이 골키퍼의 페널티 에어리어 내일 경우, 위반이 일어난 지점에서 상대팀의 간접 프리킥으로 판정한다.
- 만일 스로우 인하는 선수를 방해하거나 부당하게 괴롭히는 상대 선수에게는 반 스포츠적 행위이므로 옐로 카드(경고)를 보여 경고 조치한다.

- 이 규칙의 기타 다른 위반은 상대팀 경기자에게 드로우 인을 부여한다.

## 16조 - 골킥(The Goal Kick)
1) 규칙
- 골 킥은 플레이를 재개하는 방법이다.
- 골 킥에서 직접 득점이 된다(단, 상대팀에 대해서만)
- 골 킥의 판정은 공격팀이 마지막으로 터치한 볼이 규칙 10에 따른 득점 상황이 아닌 경우로, 지상이나 공중으로 골라인을 완전히 넘어갔을 때 한다.

2) 절차
- 수비팀 경기자가 골 에어리어 내 어느 지점에서나 킥을 한다.
- 볼이 인 플레이될 때까지 상대팀은 페널티 에어리어 밖에 위치해야 한다.
- 키커는 다른 경기자에 터치되기 전까지 재차 플레이해서는 안된다.
- 킥한 볼이 직접 페널티 에어리어를 벗어나면 인 플레이이다.

3) 위반 및 처벌
- 킥한 볼이 직접 페널티 에어리어를 벗어나지 않았다면 킥을 다시 한다.

4) 골키퍼 이외의 경기자가 골 킥
- 볼이 인 플레이된 후 다른 경기자에 터치되기 전에 키커가 재차 볼을 터치했다면 (손 사용 제외) 위반이 일어난 지점에서 상대팀의 간접 프리킥으로 판정한다.
- 볼이 인 플레이된 후 다른 경기자에 터치되기 전에 키커가 고의적인 핸들링을 범했다면 위반이 일어난 지점에서 상대팀의 직접 프리킥으로 판정하고, 키커의 페널티 에어리어 내일 경우 상대팀의 페널티 킥으로 판정한다.

5) 골키퍼가 골 킥
- 볼이 인 플레이된 후 다른 경기자에 터치되기 전에 골키퍼가 재차 볼을 터치했다면(손 사용 제외) 위반이 일어난 지점에서 상대팀의 간접 프리킥으로 판정한다.
- 볼이 인 플레이된 후 다른 경기자에 터치되기 전에 고의적인 핸들링을 범했다면 위반이 일어난 곳이 골키퍼의 페널티 에어리어 밖일 경우, 위반이 일어난 지점에서 상대팀의 직접 프리킥으로 판정한다. 위반이 일어난 곳이 골키퍼의 페널티 에어리어 내일 경우에는 위반이 일어난 지점에서 상대팀의 간접 프리킥으로 판정한다.
- 이 규칙의 기타 다른 위반은 킥을 다시 한다.

## 17조 - 코너킥(The Corner Kick)
1) 규칙
- 코너 킥은 플레이를 재개하는 방법이다.
- 코너 킥에서 직접 득점이 된다(단, 상대팀에 대해서만).
- 코너 킥의 판정은 수비팀이 마지막으로 터치한 볼이 규칙 10조에 따른 득점 상황이 아닌경우로 지면이나 공중으로 골라인을 완전히 넘어갔을 때 한다.

2) 절차
- 가장 가까운 코너 플랙의 아크안에 볼이 있어야 하며
- 코너 플랙 포스트를 옮기지 않고
- 인 플레이될 때까지 상대편은 볼에서 9.15m 떨어진 곳에 위치하며
- 공격팀 경기자가 킥을 하고
- 킥한 볼이 움직이면 인 플레이이다.
- 키커는 볼이 다른 경기자에 터치되기 전에 재차 터치하지 못한다.

3) 위반 및 처벌
- 골키퍼 이외의 선수가 코너 킥
  - 볼이 인 플레이된 후 다른 경기자에 터치되기 전에 키커가 재차 터치했다면(손 사용 제외) 위반이 일어난 지점에서 상대팀의 간접 프리킥으로 판정한다.
  - 볼이 인 플레이된 후 다른 경기자에 터치되기 전에 키커가 고의적인 핸들링을 했다면 위반이 일어난 지점에서 상대팀의 직접 프리킥으로 판정하며, 키커의 페널티 에어리어 내에서 위반이 일어났다면 페널티 킥으로 판정한다.
- 골키퍼에 의한 코너킥
  - 볼이 인 플레이된 후 다른 경기자에 터치되기 전에 골키퍼가 재차 볼을 터치 했다면(손 사용 제외) 위반이 일어난 지점에서 상대팀의 간접 프리킥으로 판정한다.
  - 볼이 인플레이된 후 다른 경기자에 터치되기 전에 골키퍼가 고의적으로 핸들링 했다면 골키퍼의 페널티 에어리어 밖에서 위반이 발생했다면, 위반이 일어난 지점에서 상대팀의 직접 프리킥으로 판정한다.
  - 골키퍼의 페널티 에어리어 내에서 위반이 발생했다면, 위반이 일어난 지점에서 상대팀의 간접 프리킥으로 판정한다.
- 기타 다른 위반이 있을 경우에는 킥을 다시 한다.